# Joaquín Samuel de Anchorena
Joaquín Samuel del Corazón de Jesús de Anchorena Riglos (Buenos Aires, 1876 – ibidem 1961) était un avocat et homme politique argentin. Descendant de l’aristocratie criolla, il fut désigné en 1910 par le gouvernement conservateur de Saenz Peña maire (intendente) de Buenos Aires pour la période de 1910 à 1914, et entreprit à ce titre d’importants travaux de construction et d’aménagement urbain. Propriétaire d’un grand domaine agricole (hacienda), il fut à deux reprises président de la Société rurale argentine, organisation patronale défendant les intérêts de l’aristocratie foncière argentine.

## Ascendances
Selon le généalogiste Narciso Binayán Carmona, Joaquín Samuel de Anchorena était un descendant du conquistador, explorateur et colonisateur espagnol Domingo Martínez de Irala (1509-1556), et aurait eu parmi ses lointains ancêtres quelques personnes ayant une origine métisse guaraní, trait que du reste celles-ci partageaient avec nombre de grandes figures de l’époque de l’Indépendance et avec des personnalités connues du Paraguay et d’Argentine,.
Il était le fils du Dr. Tomás S. de Anchorena et de son épouse Mercedes Francisca Riglos, et par là le petit-fils du patriote Tomás de Anchorena et arrière-petit-fils de Victorio García de Zúñiga, estanciero qui était parent par alliance de Juan Manuel de Rosas.

## Biographie

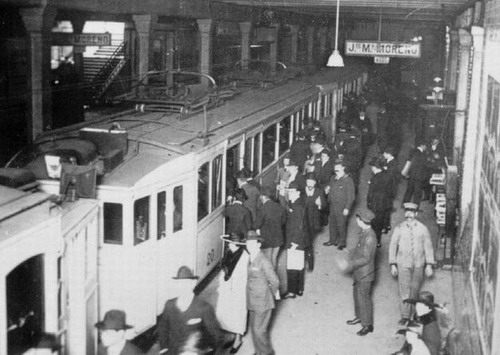
Métro « Línea 1 » de la CTAA (aujourd’hui la Ligne A), inauguré en 1913, la première ligne de métro d’Amérique latine.

Joaquín Samuel de Anchorena fit des études de droit à la faculte de Droit et des Sciences sociales de l’université de Buenos Aires et obtint son titre d’avocat en 1898. 
Affectionnant les travaux de la ferme, il se voua dans sa jeunesse à la gestion du domaine agricole La Merced, qui appartenait à sa mère. 
En 1900, il épousa Sara Madero, de qui il eut trois enfants. Cinq ans après la mort de celle-ci en 1911, il convola en secondes noces avec María Enriqueta Salas, avec qui il eut encore trois enfants.
Il fut élu député national pour la ville de Buenos Aires en 1908. Après l’accession du Dr. Roque Sáenz Peña à la présidence de la Nation argentine en 1910, et sur proposition du ministre des Travaux publics Ezequiel Ramos Mexía, Anchorena fut désigné à la fonction de maire (intendant) de Buenos Aires par le nouveau président, de qui cette nomination était alors la prérogative. 

### Maire de Buenos Aires

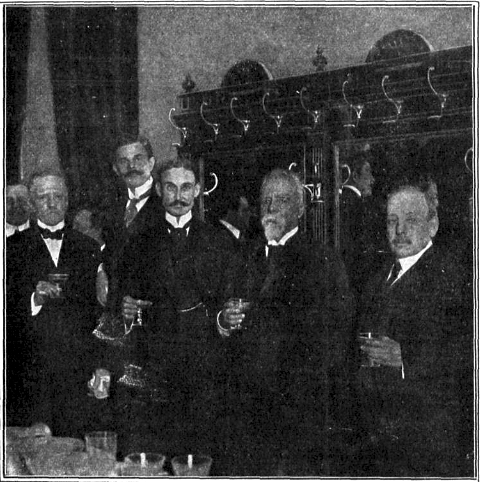
Anchorena (à gauche) en compagnie de Manuel de Campos Sales (deuxième de la droite) en 1912.

Pendant son mandat, les ingénieurs Carlos Thays et Benito Carrasco, chargés d’embellir le parc Tres de Febrero, bénéficièrent d’un ample soutien de la part de la municipalité, grâce à quoi le jardin El Rosedal put bientôt être ouvert au public. C’est également sous son mandat que fut inaugurée le 1er décembre 1913 la première ligne de tramway souterrain de la Compañía de Tranvías Anglo Argentina (CTAA), ligne connue aujourd’hui sous le nom de ligne A du métro de Buenos Aires, cette ville pouvant ainsi s’enorgueillir d’être la première de l’hémisphère sud et la première en Amérique latine à disposer de ce mode de transport. Il fit exécuter les travaux d’extension de l’hôtel de ville de Buenos Aires vers la rue Rivadavia, lesquels travaux se prolongeront sur toute la durée de son mandat.
Sur le plan de l’aménagement urbain, l’expansion de la capitale argentine était l’une des principales préoccupations d’Anchorena, ainsi que de l’ingénieur agronome Benito Carrasco. Dans la vision de ce dernier, les quartiers en train de se développer en dehors du périmètre urbain conventionnel délimité par les avenues Callao et Entre Ríos constituaient la « Buenos Aires de l’avenir » ; en conséquence, ses propositions tendaient à prendre acte de cette nouvelle configuration urbaine et à renoncer aux tentatives de réaménagement centrique. Cette vision impliquait la nécessité, qu’il fut le premier à évoquer, d’occuper désormais le « véritable » centre-ville, en déplaçant les bâtiments municipaux de la place de Mai vers le nouveau centre géographique de la municipalité, lequel se situerait approximativement dans le Parque Centenario ; de cette manière, l’expansion urbaine amenait une totale recomposition symbolique de la Buenos Aires traditionnelle. Bien que le mandat d’Anchorena à la tête de la capitale argentine prît fin en 1914, Carrasco continuera pour sa part, en sa qualité de directeur des Parcs et Allées de la municipalité portègne, à se vouer aux problématiques urbaines pendant plusieurs années encore (de 1914 à 1918).

### Autres mandats
Anchorena accomplit ensuite la mission d’interventeur fédéral dans la province d’Entre Ríos, siégea au directoire de la compagnie pétrolière Yacimientos Petrolíferos Fiscales (YPF) et assuma la présidence du Théâtre Colón.
Il exerça comme président de la Société rurale argentine (SRA) de 1916 à 1922, et fonda en 1917 au sein de la SRA l’Institut biologique, spécialisé dans la recherche sur des questions sanitaires intéressant l’agroindustrie. 
Il fut par ailleurs à deux occasions président du Jockey Club, de 1922 à 1923, et de 1958 à 1959. Depuis 1980, le Jockey Club décerne un Prix international qui porte son nom, destiné à distinguer une personne active dans le milieu des courses de chevaux : le Gran Premio Internacional Joaquín S. de Anchorena.
Il présida de 1932 à 1940 le Parti democrate de la Ville autonome de Buenos Aires.
Il mourut à Buenos Aires le 19 juillet 1961 et fut inhumé au cimetière de la Recoleta.

## Sources
- Joaquín Samuel del Corazón de Jesús de Anchorena Riglos, site Genealogía Familiar
- Notice biographique de J. S. de Anchorena sur le site officiel www.cedom.gov.ar